# Pozzaglia Sabina
Pozzaglia Sabina is een gemeente in de Italiaanse provincie Rieti (regio Latium) en telt 393 inwoners (31-12-2004). De oppervlakte bedraagt 25,2 km², de bevolkingsdichtheid is 16 inwoners per km².

## Demografie
Pozzaglia Sabina telt ongeveer 228 huishoudens. Het aantal inwoners daalde in de periode 1991-2001 met 25,7% volgens cijfers uit de tienjaarlijkse volkstellingen van ISTAT.
| Jaar | Inwoneraantal |
| ---- | ------------- |
| 1991 | 553           |
| 2001 | 411           |

## Geografie
De gemeente ligt op ongeveer 878 m boven zeeniveau.
Pozzaglia Sabina grenst aan de volgende gemeenten: Ascrea, Castel di Tora, Colle di Tora, Collegiove, Orvinio, Paganico Sabino, Poggio Moiano, Scandriglia, Turania, Vivaro Romano (RM).